# Boog van Ziel

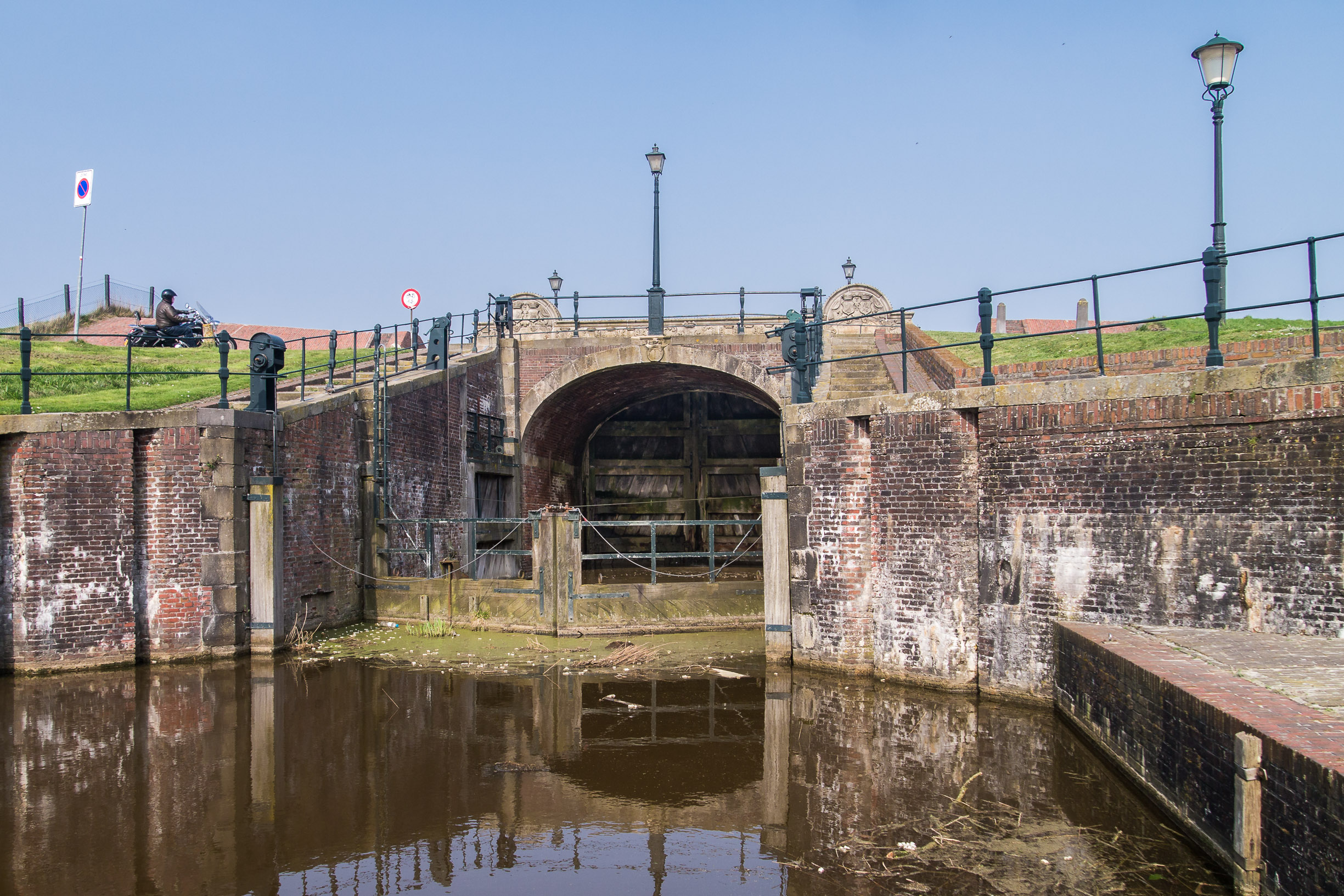
De oude sluis van Termunterzijl anno 2015

De Boog van Ziel is een sluis met brug die omstreeks 1725 werd aangelegd door Antoni Verburgh, stadsbouwmeester van de stad Groningen, in Termunterzijl aan de Dollard in het noordoosten van de provincie Groningen.

## Geschiedenis

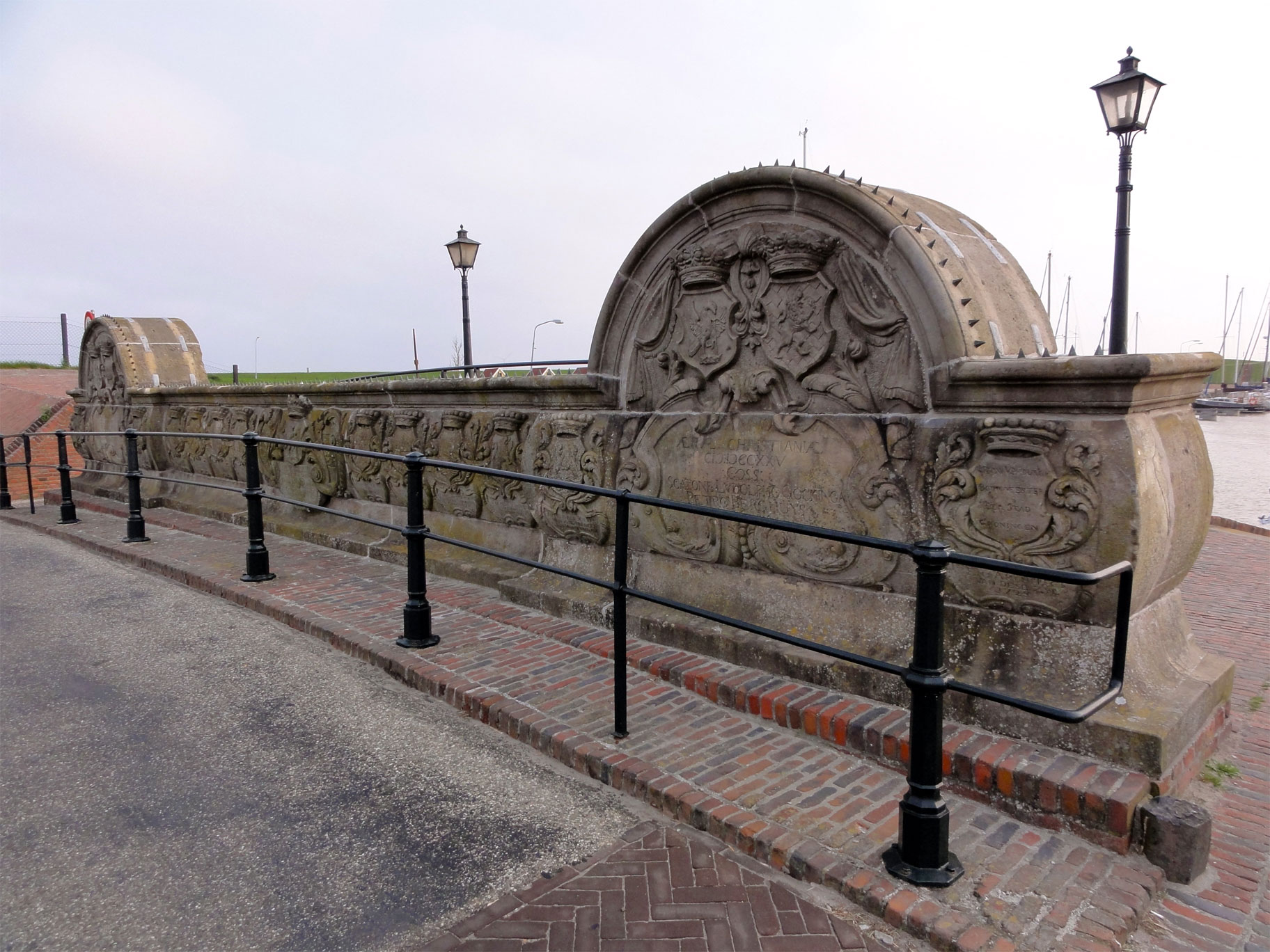
De natuurstenen borstwering van de Boog van Ziel

In 1724 kreeg de stadsbouwmeester van de stad Groningen, Antoni Verburgh, de opdracht om een nieuwe sluis te maken in Termunterzijl ter vervanging van de oude sluis uit 1601 in het Termunterzijldiep. De nieuwe sluis was nodig, omdat de oude sluis bij de Sint-Maartensvloed in 1686 was verwoest. De bijbehorende brug kreeg een natuurstenen borstwering waarop de namen en wapens werden aangebracht van de zijlvesten (=waterschappen), van de stad Groningen, van het Oldambt, van de verantwoordelijke bestuurders en van de bouwmeester zelf.
De plaats van de sluis werd een vestigingspunt voor allerlei neringdoenden. Met name de scheepvaart uit de Groninger Veenkoloniën maakte tot 1900 veelvuldig gebruik van de verbinding via het Termunterzijldiep naar de Eems en verder naar de kustgebieden langs de Noordzee en de Oostzee. In de laatste helft van de 19e eeuw werd er een nieuwe sluis in Termunterzijl aangelegd, ter vervanging van de Boog van Ziel. De sluizen waren ook van belang voor de afwatering van het achterland. Bij laagtij kon het overtollige water gespuid worden in de Dollard.
Na 1900 verdween de vrachtvaart door het kanaal. Termunten ontwikkelde zich in de loop van de 20e eeuw tot vissersplaats. Ook aan deze activiteit kwam op het einde van de 20e eeuw een eind. Daarna kreeg de haven van Termunterzijl een functie voor de recreatieve vaart.
De Boog van Ziel is vanwege zijn grote cultuurhistorische waarde erkend als rijksmonument.